# Mol (rugbi)
El mol és una jugada consistent a agafar-se almenys un jugador de cada equip al voltant del jugador que condueix la pilota, amb l'objectiu, per a un equip, d'ajudar-lo a avançar i, per a l'altre, d'impedir-li-ho.